# Rezerwat przyrody Zwiezło w dolinie Olchowatego
Rezerwat przyrody Zwiezło w dolinie Olchowatego (przed powiększeniem w 2024: Rezerwat przyrody Zwiezło) – rezerwat przyrody położony w miejscowości Duszatyn, w gminie Komańcza, w powiecie sanockim, w województwie podkarpackim. Zlokalizowany w granicach Ciśniańsko-Wetlińskiego Parku Krajobrazowego, na gruntach Nadleśnictwa Komańcza (leśnictwa Duszatyn i Prełuki).

## Opis
- numer według rejestru wojewódzkiego – 7
- powierzchnia – 484,26 ha (przed powiększeniem: 1,97 ha[4], przy czym pierwotny akt powołujący podawał 2,20 ha[2])
- dokument powołujący – Zarządzenie  Regionalnego Dyrektora Ochrony Środowiska w Rzeszowie z dnia 31 grudnia 2024 r. w sprawie rezerwatu przyrody "Zwiezło w dolinie Olchowatego"[1]
- rodzaj rezerwatu – rezerwat krajobrazowy (K)[1] (dawniej: przyrody nieożywionej[4][7])

- typ rezerwatu – biocenotyczny i fizjocenotyczny(PBf) (dawniej: geologiczny i glebowy)

- podtyp rezerwatu – biocenoz naturalnych i półnaturalnych (pb) (dawniej: form tektonicznych i erozyjnych)

- typ ekosystemu – różnych ekosystemów (EE) (dawniej: wodny)

- podtyp ekosystemu – lasów i wód (lw) (dawniej: jezior mezotroficznych i eutroficznych oraz stawów)

- celem ochrony jest zachowanie dwóch górskich jezior powstałych przez znaczne osuwiska na stokach góry Chryszczata oraz porośniętej drzewostanem doliny potoku Olchowatego wraz z procesami osuwiskowymi. Dawniej przedmiotem ochrony (według aktu powołującego) były dwa górskie jeziora powstałe przez znaczne osuwiska na zboczach góry Chryszczata, jak również las zatopiony przy ich powstaniu.

Rezerwat znajduje się na zachodnich stokach Chryszczatej (998 m n.p.m.), obejmując znaczne obszary lasów wraz z centralnie w nim położonymi osuwiskowymi Jeziorkami Duszatyńskimi. Dawniej, będąc o wiele mniejszy, składał się z dwóch osobnych części obejmujących praktycznie wyłącznie same jeziorka, powstałe w czasie osunięcia zbocza w 1907 roku i leżące na wysokości około 700 m n.p.m. Mniejsze jeziorko, zwane Dolnym, zajmuje powierzchnię 0,45 ha, większe – Górne – 1,44 ha.
Obszar rezerwatu jest objęty ochroną ścisłą. Planowane było od 1995 roku powiększenie rezerwatu o przylegające tereny leśne o powierzchni aż ok. 830 ha (docelowa powierzchnia 831,84 ha), jednak ostatecznie powiększenie  w 2024 r. nastąpiło o jedynie około połowę tej wartości.
Przez teren rezerwatu przebiega Główny Szlak Beskidzki:
- Komańcza – Prełuki – Duszatyn – rezerwat przyrody Zwiezło w dolinie Olchowatego – Chryszczata